# 遇罗锦
遇罗锦（1946年3月31日—），出生於徐州，中國作家，後定居德國。是遇罗克的妹妹。

## 生平
遇罗锦1946年生于徐州，三岁时随全家迁至北京。 1957年，父母被打成右派。1965年毕业于北京市工艺美术学校后被分配在玩具厂设计儿童玩具。 1966年，因红卫兵搜到遇罗锦的二十本日记，并找到“反动言论”，被送往劳改农场劳动教养3年。 1970年3月劳改农场解散，遇罗锦又被转到河北临西县插队落户。 后来她到黑龙江和一个北京插队知青结婚，户口得以从贫困地区迁到东北。她婚后生有一子，但3年后离婚。 遇罗锦回到北京谋生，干过农业、临时工、保姆等工作。
1978年7月，没有北京户口的遇罗锦与北京工人蔡钟培结婚。1979年，遇罗锦得到平反，但不发给平反证明书，二十本日记至今未归还本人。 1980年5月16日，34岁的遇罗锦向「北京市朝阳区人民法院」提交诉状提出离婚。期间她写成纪实文学《一个冬天的童话》，发表于北京的文学季刊《当代》。同年调离玩具厂，在北京市委属下的「学习与研究」杂志社任美术编辑。在当时的中国，离婚被认为是道德禁忌，自中国共产党建政以来，一方不同意另一方就离不成，有无数拖达二十多年离不成婚的社会名人及普通老百姓。遇罗锦的离婚案公开，在当时引起激烈反响。北京著名杂志《新观察》与上海著名杂志《民主与法制》共先后讨论了一年，各方观点针锋相对。新华社内参发表文章《一个堕落的女人》以正视听，并将对遇罗锦在道义上被判了“死刑”的北京市中级人民法院与朝阳区人民法院核准的离婚判决书，登上了从未登过个人隐私的第一大党报《人民日报》。朝阳区人民法院最初的一审时，同意公开讨论的审判长党春源先生，被北京市中级人民法院批判为不遵纪守法，被剥夺职业，降职为在区法院里打杂。 1982年遇罗锦于《花城》杂志发表了《冬天的童话》的姊妹篇《春天的童話》。该书遭到了《北京日报》等全国性一批报刊的批判，以至《花城》被迫刊登自我批评，主编、副主编被调离职位，编辑部全体人员做三个月的检查。《春天的童話》一出刊便立即被禁销。遇罗锦正在北京电影制片厂写电影剧本《冬天的童话》，亦被迫夭折。不久，在中国共产党的「反精神污染」运动中，报刊又一次对遇罗锦进行了批判，遇罗锦被停职在家反省。
1982年7月遇罗锦与北京钢铁学院拒不认错的57年右派份子吴范军（工程师）相识并结婚。1986年2月，曾翻译《一个冬天的童话》的德籍华人出版商邀请遇罗锦到德国作短期访问。1986年3月，遇罗锦申请政治庇护定居德国。1992年，双方离婚。1993年8月遇罗锦和德国人海曼·韦伯结婚。
1986年出国前至1989年,《冬天的童话》与《春天的童话》被翻译成英文、法文、德文、日文和芬兰文版本，包括中國大陸与香港和台北出版的中文单行本共十二版本书。 
2009年，她的42万字作品《一个大童话：我在中国的四十年 1946-1986》，由香港晨钟书局出版，同年完成传记电影剧本《遇罗克》和14万字自传小说《童话中的一地书》(于2010年3月由台北允晨文化出版)。 2010年8月底，香港开放出版社由出版人及总编金鐘编辑的《遇罗克 中国人权先驱》一书，收入了遇罗锦的8万字电影剧本《遇罗克》和二万字的集体献辞。2013年10月，香港“晨钟书局”出版了遇罗锦编著的《遇罗克与中学文革报》，副标题：“遇罗克为之而死  被中共封闭至今的六期报纸”，由田园书屋发行。书中有经过加工和补充的电影文学剧本《遇罗克》，以及又有新内容加入的“五湖四海的献辞”。
自2013年3月--2016年8月上旬，国内的“共识网”“读书”栏目，全文发表和连载了42万字的《一个大童话》以及16万字的《给外星人的66封信》（即《童话中的一地书》加写了一万九千字）。自2016年8月下旬起， 遇罗锦的三本书《一个大童话》、《给外星人的66封信》、《遇罗克与中学文革报》之书稿全文， 以及近三年来的随笔文章几十篇，都发表在博讯博客的“百家争鸣”栏目中的《遇罗锦文集》 （页面存档备份，存于），此文集的所有有关照片，都在遇罗锦的谷歌博客《纪念文革 怀念遇罗克》的主页上。2016年11月下旬，以上的三部书稿及有关照片，由出版电子书的加拿大绿野出版社 （页面存档备份，存于）制作了“遇罗锦的书”免费阅读和下载专页。《遇罗锦文集》的封面由作家谢宝瑜先生设计，文集里配有照片。另三部书及与之有关的照片集，四部书免费全文阅读和下载。